# Чекан, Юрий Иванович
Чекан Юрий Иванович — украинский музыковед, доктор искусствоведения, член НСКУ.

## Биография
Родился 8 февраля 1960 года в городе Ужгород в Закарпатье.
В 1984 году окончил историко-теоретический факультет Киевской консерватории, а затем в 1992 году и аспирантуру, защитив кандидатскую диссертацию «Историко-функциональные исследования музыкальных произведений (на примере Шестой симфонии Чайковского)». С 2011 года, после защиты диссертации на тему «Интонационный образ мира как категория исторического музыковедения» — стал доктором искусствоведения. Параллельно, в 2001 году окончил Киевский национальный университет им. Т.Шевченко, Институт Международных Отношений, где получил степень магистра международного права.

### Хронология деятельности
С 1984 года — работал преподавателем теоретических дисциплин в Ужгородском музыкальном училище.
1986—2000 гг. — старший преподаватель, потом доцент и заведующий Кафедрой теории и истории музыки в Нежинском педагогическом институте.
С 2000 года — был доцентом, и. о. профессора в Национальной музыкальной академии Украины. Преподавал в Киевском Славянском университете, училище им. Глиэра, Луганской академии культуры и искусств.
С 1996 по 2000 год был главный редактор журнала Арт-лайн.
2000—2002 гг. — начальник информационно-аналитического отдела Фонда содействия развитию искусств.
2003—2004 гг. — юрисконсульт редакции журнала «Книжник-ревю».
2004—2012 — директор и главный редактор ООО «Издательство Время».
С 2002 по 2005 года был директором Благотворительного фонда А. Штогаренко.
2015—2016 — администратор Национального камерного ансамбля «Киевские солисты».
В 2018 году баллотировался на выборах ректора НМАУ, в первом туре (20 сентября 2018), получил 111 голосов (22,3 %), заняв второе место из шести кандидатов. Во втором туре Юрий Чекан получил 141 голос (28,3 %), тогда ректором был избран Максима Тимошенко.
Является соавтором вместе с А. Зинкевич пособия «Музыкальная критика», книги о культуре украинских цыган «Романо Дром» у соавторстве с О.Чекан, монографии «интонационную образ мира» (2009), автор более 50 научных и более 500 музыкально-критических статей, более 20 буклетов до компакт-дисков с записями украинской музыки.

## Награды
22 марта 2013 Юрию Чекану была присуждена Премия им. М. В. Лысенко за музыковедческие труда на протяжении 2007—2012 годов и достижения в педагогической деятельности.